# Eana cottiana
Eana cottiana is een vlinder uit de familie bladrollers (Tortricidae). De wetenschappelijke naam is voor het eerst geldig gepubliceerd in 1898 door Chretien.
De soort komt voor in Europa.